# Benoît-Louis Bouchet
Pour les articles homonymes, voir Bouchet.
Benoit Louis Bouchet, né le 1er novembre 1731 à Besançon et mort le 4 mars 1802 à Paris, est un général de division de la Révolution française.

## États de service
Il entre en service comme cornette dans le régiment de cavalerie Mestre de camp général le 4 août 1747, et en septembre, il se trouve à la prise de Berg-op-Zoom. En 1754, il entre à l’école du génie de Mézières comme lieutenant. De 1757 à 1762, Il participe à la guerre de Sept Ans, et il est nommé chef de Brigade le 3 janvier 1779. 
Il est promu général de brigade le 20 septembre 1790, et général de division le 7 septembre 1792. En février 1793, il dirige le  bombardement de Maastricht, et il est chargé en mars – avril 1793 de la défense de Namur. Le 17 octobre 1793, il est décrété d’arrestation publique à Mézières et traduit devant le Tribunal révolutionnaire de Paris. Il est admis à la retraite en 1800 et meurt le 4 mars 1802, à Paris.
La Batterie de la Ferme de l'Hôpital à Besançon porte le nom Boulanger de Bouchet.

## Sources
- (en) « Generals Who Served in the French Army during the Period 1789 - 1814: Eberle to Exelmans »
- Le général Benoit-louis de Bouchet (1731-1802) par Étienne Charavay
- Docteur Robinet, Jean-François Eugène et J. Le Chapelain, Dictionnaire historique et biographique de la révolution et de l'empire, 1789-1815, volume 1, Librairie Historique de la révolution et de l’empire, 900 p. (lire en ligne), p. 241.
- Procès-verbaux et mémoires (1896), par l’académie des sciences de Besançon, éd 1897.
- Léon Hennet, Etat militaire de France pour l’année 1793, Siège de la société, Paris, 1903, p. 8.